# Chioninia vaillantii
Chioninia vaillantii е вид влечуго от семейство Сцинкови (Scincidae). Видът е застрашен от изчезване.

## Разпространение и местообитание
Разпространен е в Кабо Верде.
Обитава места със суха почва, храсталаци и плантации.

## Описание
Популацията на вида е намаляваща.